# Fistulina
Fistulina es un género de hongos de la familia Fistulinaceae. Las especies de este género causan podredumbre marrón tanto de árboles de madera dura muertos como vivos. Hay algunas especies comestibles como el hongo bistec y la lengua de vaca.